# Letov LF–107 Luňák
Az LF–107 Luňák (magyarul: kánya) csehszlovák műrepülő vitorlázógép, melyet az 1940-es évek végén terveztek. Csak kis mennyiségben gyártotta a  Rudý Letov repülőgépgyár.

## Története

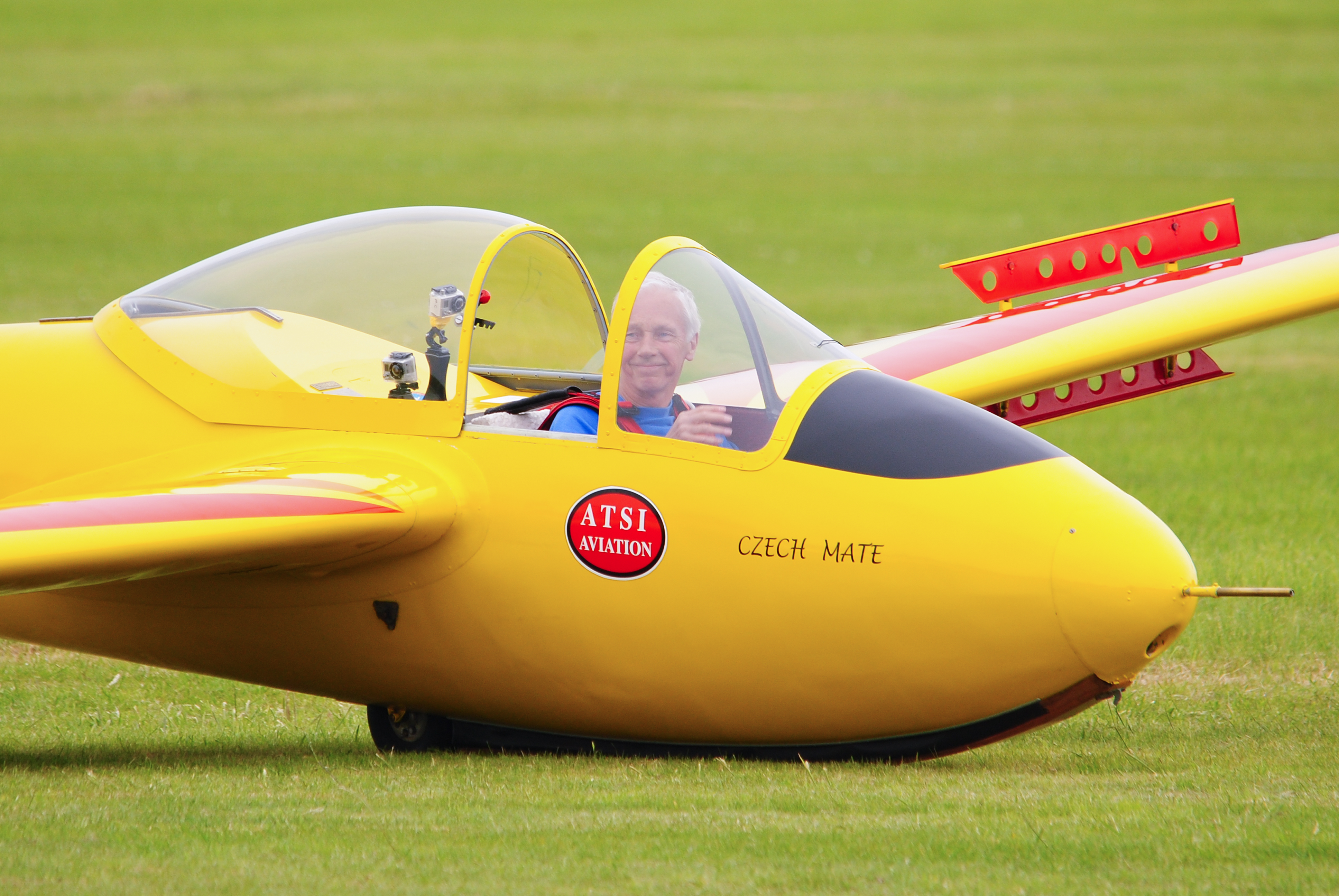
Az LF–107 Luňák pilótafülkéje. A szárnyon a Hirth-rendszerű féklapok nyitott állapotban láthatók

A repülőgépet Vladimír Stros vezetésével az LF nevű konstruktőrcsoportja tervezte. Az első prototípust 1948-ban készítette el a Rudý Letov repülőgépgyár, az első felszállásra OK-8730 lajstromjellel pedig 1948. június 25-én került sor Jan Anderle berepülőpilótával a fedélzetén. A második, OK-8731 lajstromjelű prototípus egy hónappal később emelkedett a levegőbe. A gépet külföldön is bemutatták. 1948-ban Svájcban repülőgép-kiállításon mutatkozott be, Grenchenben pedig versenyen vett részt. 1948-ban a géppel részt vettek Lengyelországban, Ziarban a szocialista országok vitorlázórepülő versenyén. A sikeres versenyszereplések nyomán a csehszlovák védelmi minisztérium kérte a gép sorozatgyártását. A Rudý  Letov azonban ebben az időszakban kezdte el az Il–10 csatarepülőgép és a MiG–15 vadászrepülőgép sorozatgyártását. Ezért a repülőgépgyárnak nem maradt kapacitása a vitorlázógép nagy sorozatú gyártására. Emiatt a típusból 1950-1951-ben mindössze 75 darabot építettek.
XLF–207 Laminar jelzéssel elkészítették a lamináris szárnnyal ellátott változatát. Ez volt a világ első lamináris szárnyú vitorlázógépe. A gép csak a szárny kialakításában különbözött az LF–7-től. 1951 augusztusában repült először. A gépet a lamináris szárnyakkal folytatott kísérletekre használták.
A vitorlázógépet Csehszlovákián kívül a Szovjetunióban, Bulgáriában, Lengyelországban, Romániában és Magyarországon is használták műrepülésre. Magyarországon  nyolc példánya üzemelt. Napjainkban még több repülőképes példánya üzemel.
A típus kiállítva látható a prágai Kbely Repülőmúzeumban és a Seattle-i Repülési Múzeumban is.

## Műszaki adatok
- Szárnyfesztáv: 12,27 m
- Hossz: 6,78 m
- Szárnyfelület: 13,38 m²
- Szárny felületi terhelése: 23,17 kg/m²
- Oldalviszony: 15,22
- Üres tömeg: 205 kg
- Felszálló tömeg: 310 kg
- Legjobb siklószám: 24 (80 km/h-s sebességnél)
- Legkisebb merülősebesség: 0,85 m/s (65 km/h-s sebességnél)
- Maximális sebesség: 300 km/h